# Janata Bennuna

Retrato dibujado de Janata Bennuna con fecha del 12 de enero de 1975.

Janata Bennuna es una escritora marroquí, perteneciente a la Unión de Escritores Magrebíes. Es la creadora de la figura de una mujer burguesa intelectual, fuerte, comprometida, política y socialmente.

## Biografía
Nacida en Fez, hacia 1940 en el seno de una familia nacionalista, a los cuatro años comenzó sus estudios en la escuela Ben Kiran perteneciente al Istiqlal; desde la infancia mantuvo un vínculo casi filial, con el fundador de dicho partido, Allal al-Fasi, quien le prologó su segunda obra en 1968. Tras conseguir el certificado de estudios primarios, ingresa en la sección femenina de al-Qarawiyyin, donde adquiere el dominio de la lengua árabe. En 1956 ingresa en la Escuela de Magisterio de Fez y en 1961 en la Escuela Superior Iraquí de Casablanca (una rama de la Facultad de Letras de Bagdad), donde obtiene la licenciatura en Historia y Geografía, en 1964. Desde esa fecha hasta 1969 reside en Fez, donde en 1965 funda la primera revista femenina de Marruecos, Shuruq. Sobre los dieciséis años, realiza su primera visita a Oriente con su familia. Tras la peregrinación a La Meca, visitan Cisjordania. Pudo contemplar con sus propios ojos la amarga realidad del pueblo palestino, este hecho le marcará para siempre. En 1967, formando parte de una delegación de la Unión de Escritores Marroquíes (a la que pertenece desde 1966), realiza su segunda visita a Palestina, momento crucial para la región y para el resto del mundo árabe, también lo será para Janata Bennuna, puesto que a partir de entonces comienza su andadura literaria, marcada por la imperiosa necesidad de narrar todo aquello que había presenciado.
Durante varios años, se sumerge en una profunda crisis anímica y no publica ninguna obra. En 1969 se hace cargo de la dirección del Instituto de Segunda Enseñanza femenino Wallada de Casablanca y en 1972 contrae matrimonio con el también escritor marroquí Ahmad al-Madini (Berrechid, 1948), esta experiencia fracasa en 1974. En 1982, cuando el Líbano fue invadido y su capital, Beirut, fue cercada por los israelíes, se produce una nueva interrupción en su actividad literaria a causa de otra crisis . Por fin, en 1987, retoma la escritura y nacen varias colecciones de cuentos, las últimas fueron publicadas en 1991.
Janata Bennuna es una de las protagonistas del documental 'Palabra de mujer', de Silvia G. Ponzoda, que obtuvo el premio del Jurado del Festival de Cine de Mujeres de San Diego en 2006.

## Caracterización literaria
La narrativa de Janata Bennuna se desarrolla en torno a dos polos básicos: el rechazo y la identidad que a menudo se presentan al unísono, tanto en relatos de contenido patriótico y nacional, como aquellos que lo tienen social y personal.
Uno de los ejes de su escritura, lo constituye la mujer burguesa intelectual marroquí en el seno de una sociedad en la que impera el varón. La sociedad y la familia cooperan para conseguir su sometimiento utilizando una serie de clichés históricos que tienden a reprimir su propia identidad y justifican su supeditación mediante razones de orden político, social y tradicional que partiendo de la divergencia sexual, determinan las funciones correspondientes a cada sexo.
Subyacen en la narrativa de Bennuna cuestiones cruciales que atañen a la mujer árabe, en el ámbito de su personalidad, su identidad y su sexualidad constantemente reducidas, empobrecidas y negadas hasta en el marco del matrimonio, al pender sobre ella la amenaza de la repudiación o de que el marido tome una nueva esposa. Con el objetivo de desactivar cualquier peligro, la mujer está pronta a todo tipo de concesiones.

## Obra
- ¡Abajo el silencio! (1967).
- El fuego y la elección (1968).
- La imagen y la voz (1975).
- La tempestad (1979).
- El mañana y la cólera( 1981).
- El silencio elocuente (1987).
- El espejo acusador. Retrato de una mujer marroquí (1991).
- Escenas marroquíes. Visión social de los sesenta a través de dos narradoras: Janata Bennuna y Rafiqat al-Tabia (1991).